# Johannes Christiaan Schotel
Johannes Christiaan Schotel (né à Dordrecht le 11 novembre 1787 - mort dans la même ville le 21 décembre 1838) est un peintre de marine néerlandais

## Biographie
Il s'oriente tardivement vers la peinture et le dessin ne commençant à étudier son art qu'à partir de 1805, sous la férule des peintres Adrian Meulesmans et Martinus Schouman. C'est en collaboration avec ce dernier qu'il peint en 1815 son premier tableau, Bombardement de Dordrecht par les Français le 28 novembre 1813. Très vite, il se consacre à la peinture maritime, peignant aussi bien des paysages côtiers, des scènes fluviales, des naufrages...
Son fils et élève Petrus Johannes Schotel (1808-1865) est également un peintre de marine réputé.

## Quelques œuvres

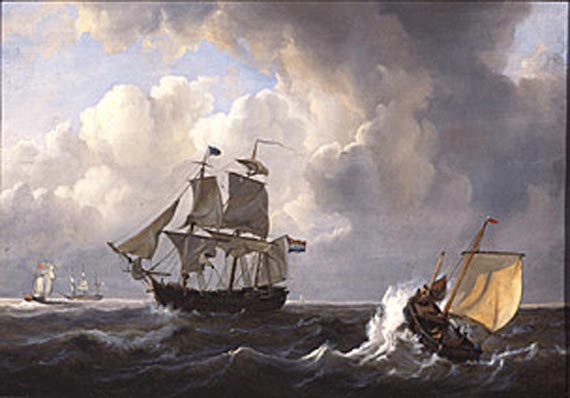
Frégate
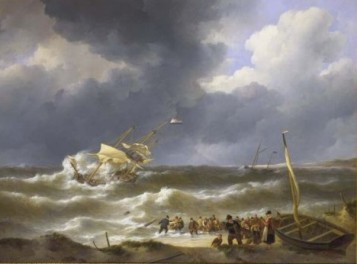
L'échouage de la Delphine
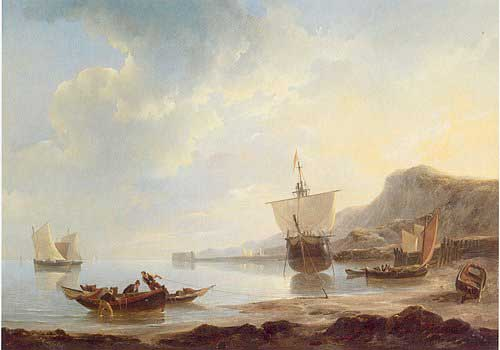
Bâtiment barbaresque et bateaux de pêche dans une baie à marée basse
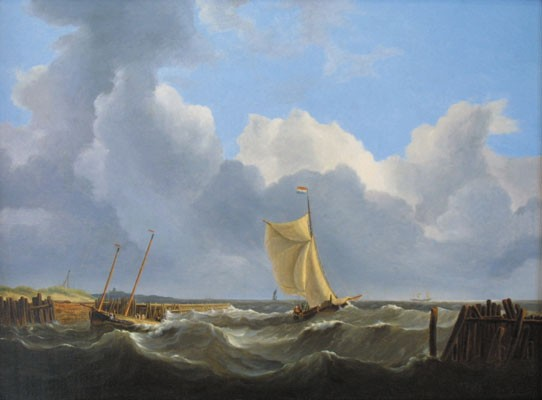
Goélette

## Sources
- Bibliography of the Netherlands Institute for Art History, by Netherlands Rijksbureau voor Kunsthistorische Documentatie, 1971, vol. 1-4, p.3.
- Jane Turner, The Dictionary of Art, 34 vol., Grove's Dictionaries, 1996, vol. 28, p. 164.